# Marie Thomsen
Peter Marinus Thomsen (7. března 1832 – 30. března 1871) byl norský fotograf.

## Životopis
V květnu roku 1859 vstoupil do finančního partnerství s Christianem Olsenem (1813–1898), a společně vytvořili fotoateliér Olsen & Thomsen. Zprávy o tom, že se chystají založit společnost, byly okamžitě oznámeny v novinách Morgenbladet: „Užijte si fotografické studio. Portrétní malíř Ch. Olsen a fotograf P. Marie Thomsen se dohodli na založení fotografického zařízení, které bude za čas otevřeno v Assessmentor Mørchs Gaard, Theatergaden No. 9. Později bude zveřejněno oznámení o zahájení podnikání“.
V roce 1860 získali větší stálé prostory na adrese Akersgata 7 a v roce 1863 se přestěhovali na Kirkegaten 4, ale krátce poté se rozešli. V roce 1865 inzerovala jako „P. M. Thomsen (předchozí společnosti Olsen & Thomsen)“ s fotografickými studii na Nedre Slottsgate 21.
Dne 17. května 1865 oznámil P. Marie Thomsen ukončení své fotografické činnosti. Thomsen inzeroval v několika novinách, že předal fotoateliér s celým archivem negativních desek své učednici Mimi Frellsenové. Thomsen doporučil všem svým bývalým zákazníkům služby této kvalifikované učednice.

## Galerie

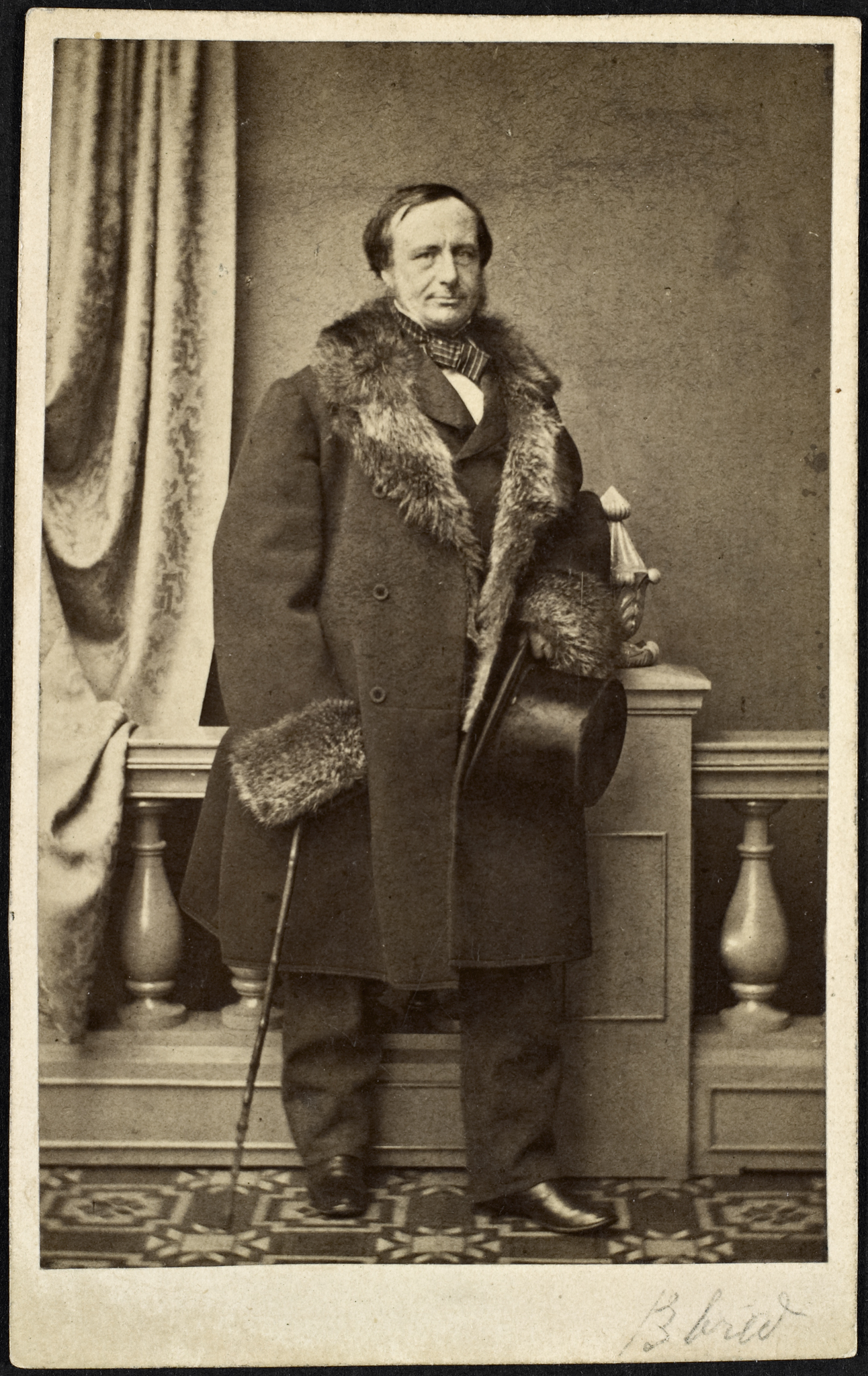
Peter Andreas Munch, asi 1860, studio Olsen & Thomsen
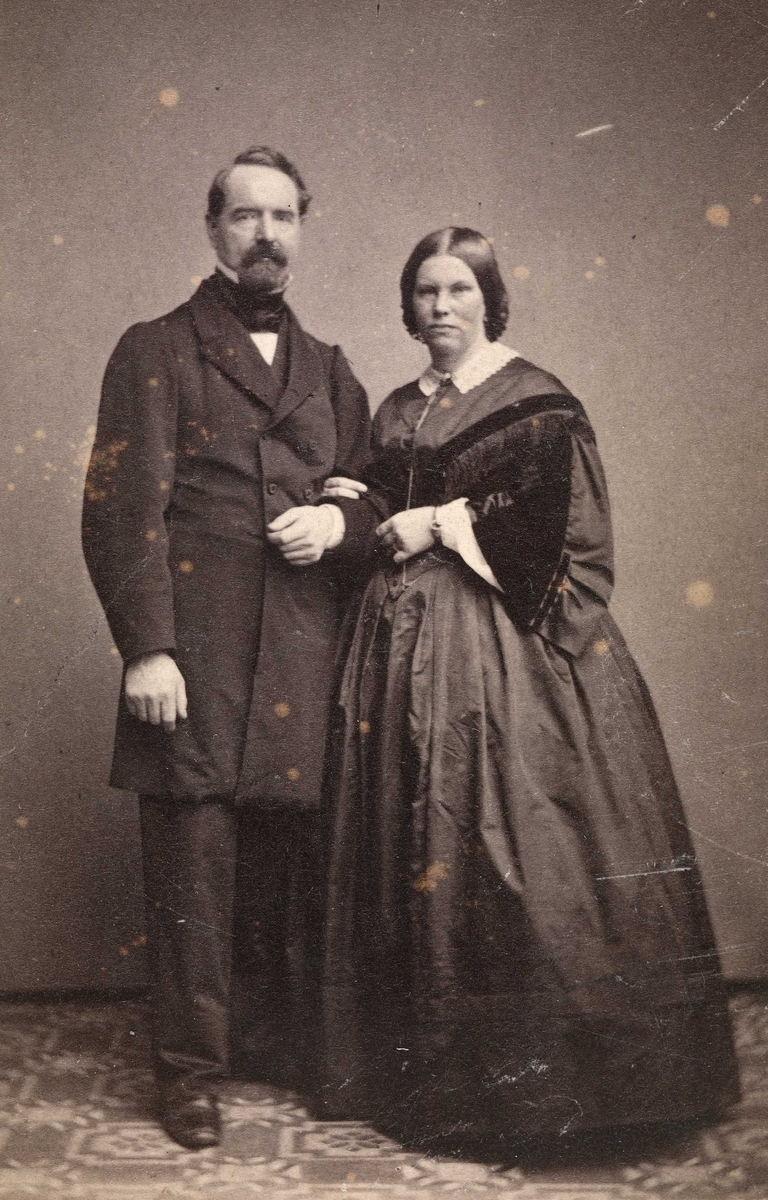
Bernt Lund s manželkou Hedevigou, roz. Erichsen, studio Olsen & Thomsen
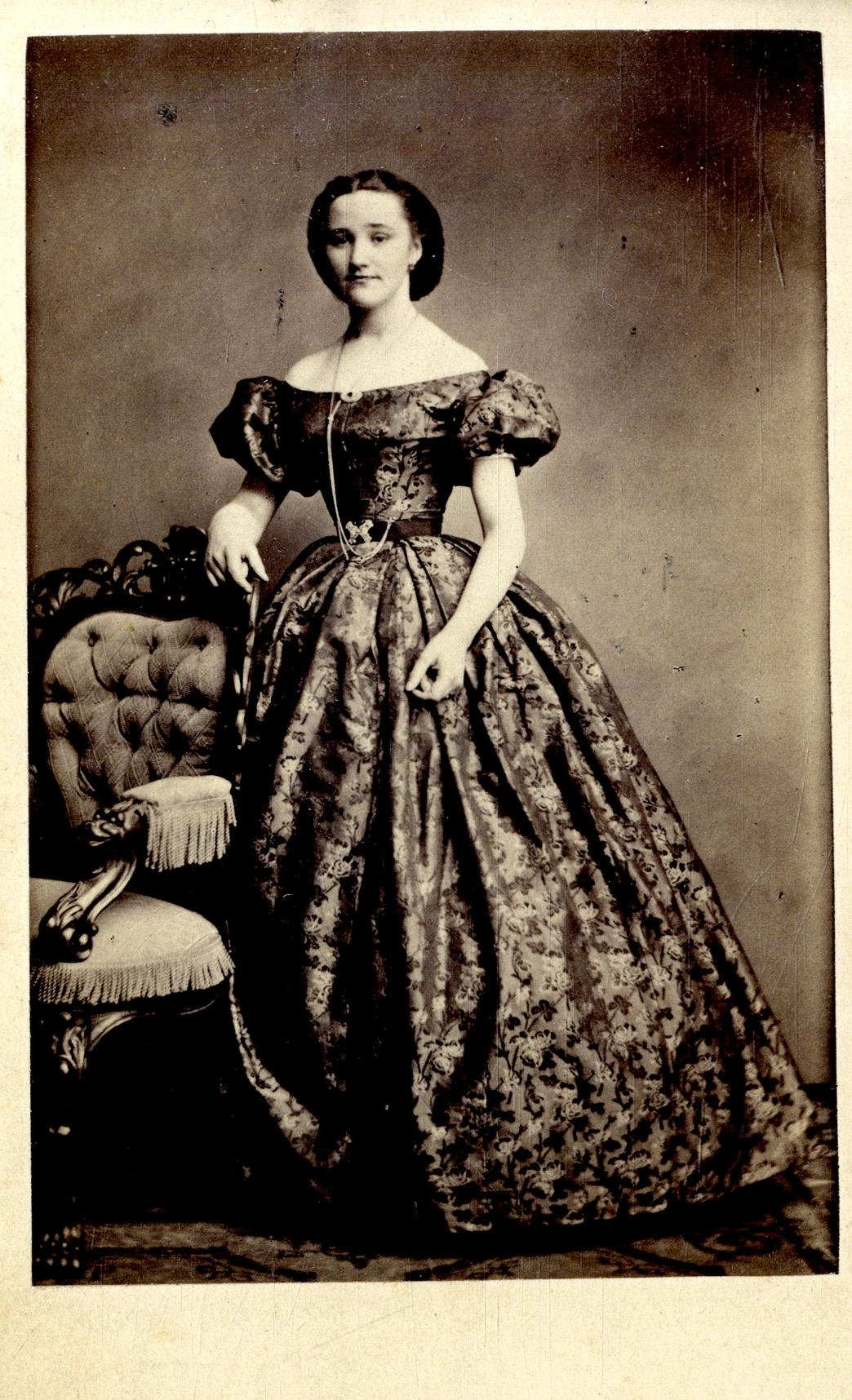
Eleonore „Felicie“, studio Olsen & Thomsen
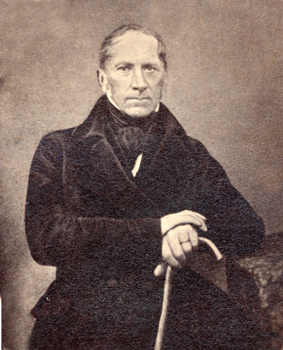
N. M. Blytt, studio Olsen & Thomsen
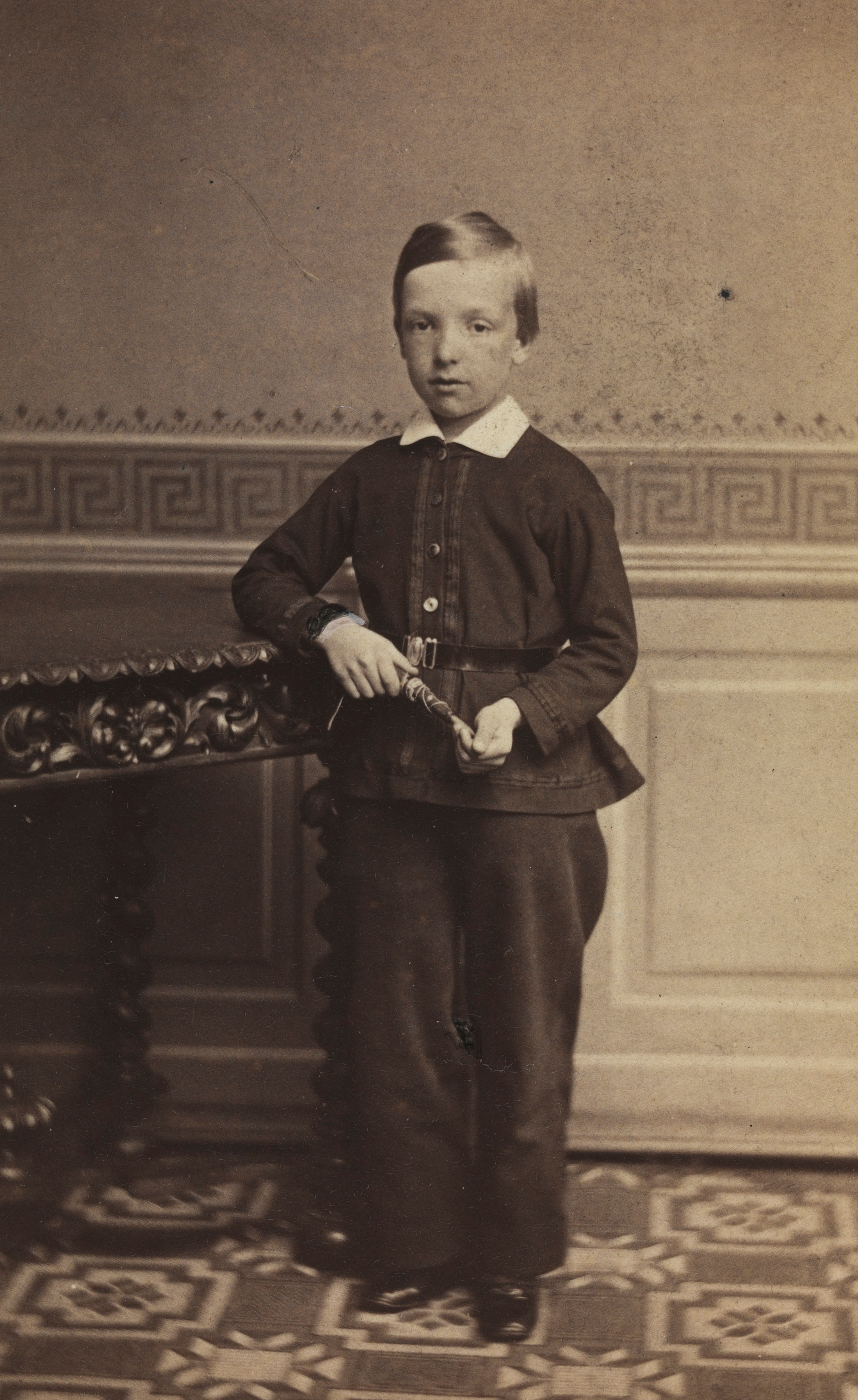
Portrét, studio Olsen & Thomsen
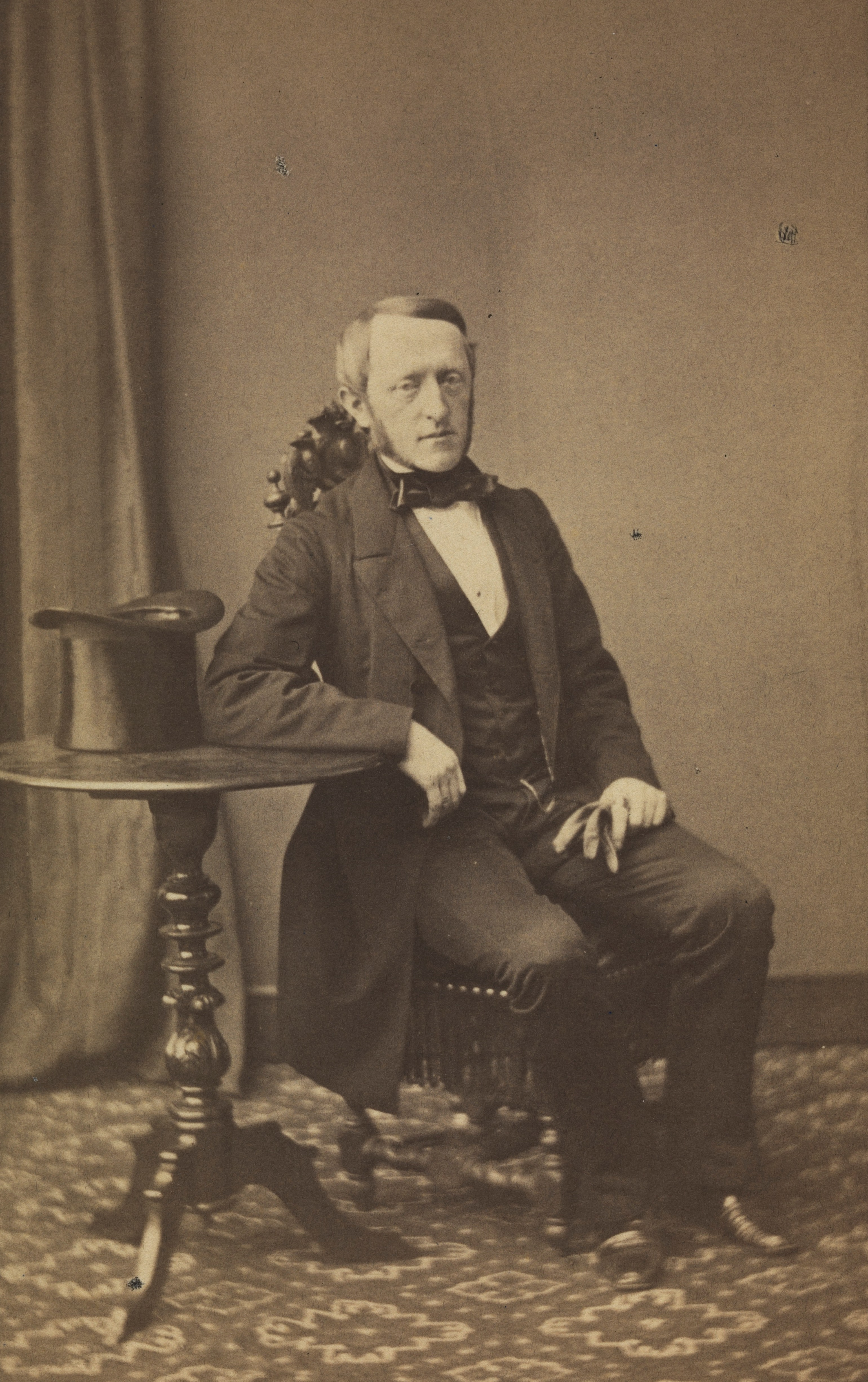
Portrét, studio Olsen & Thomsen
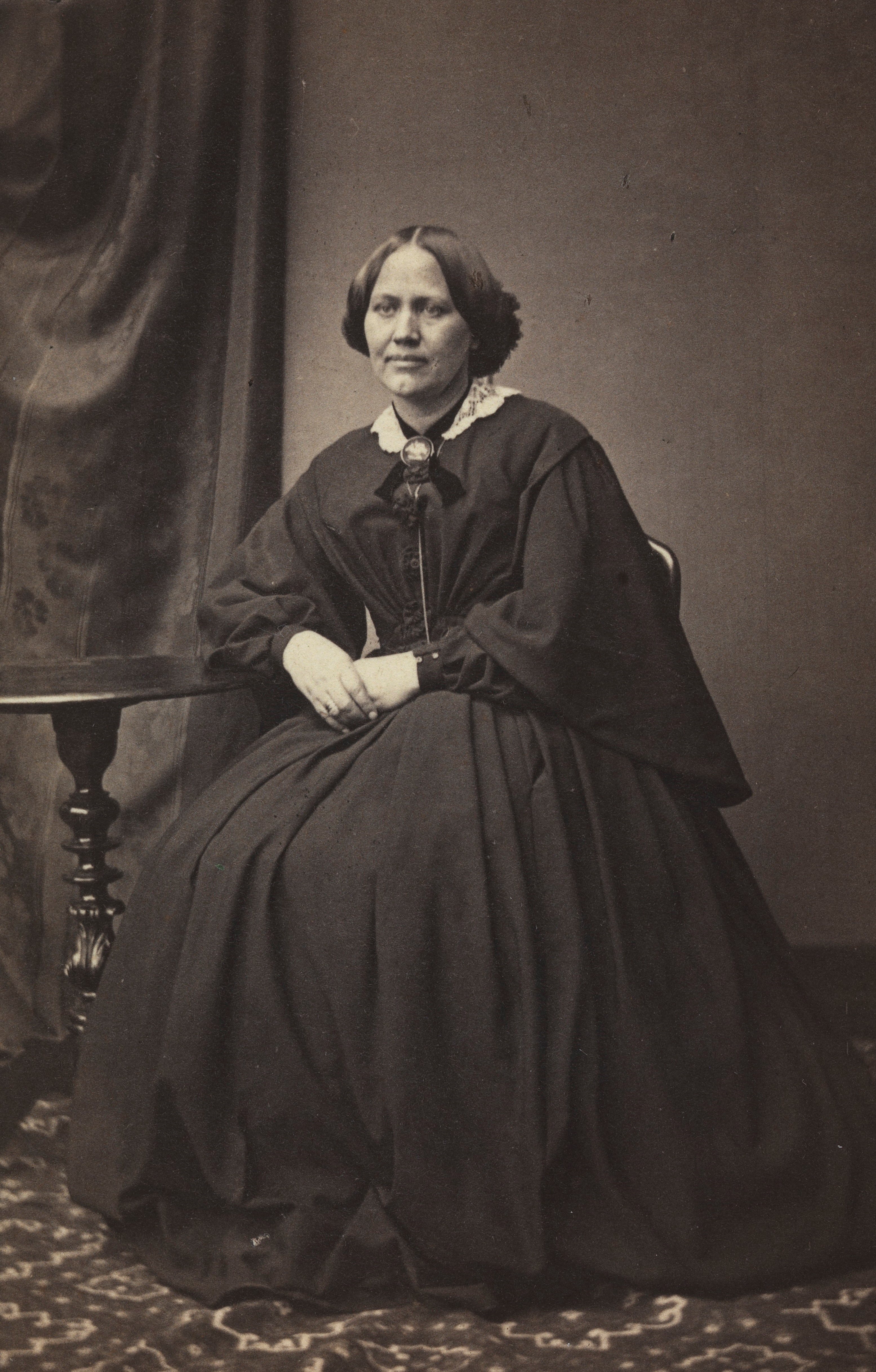
Portrét, studio Olsen & Thomsen
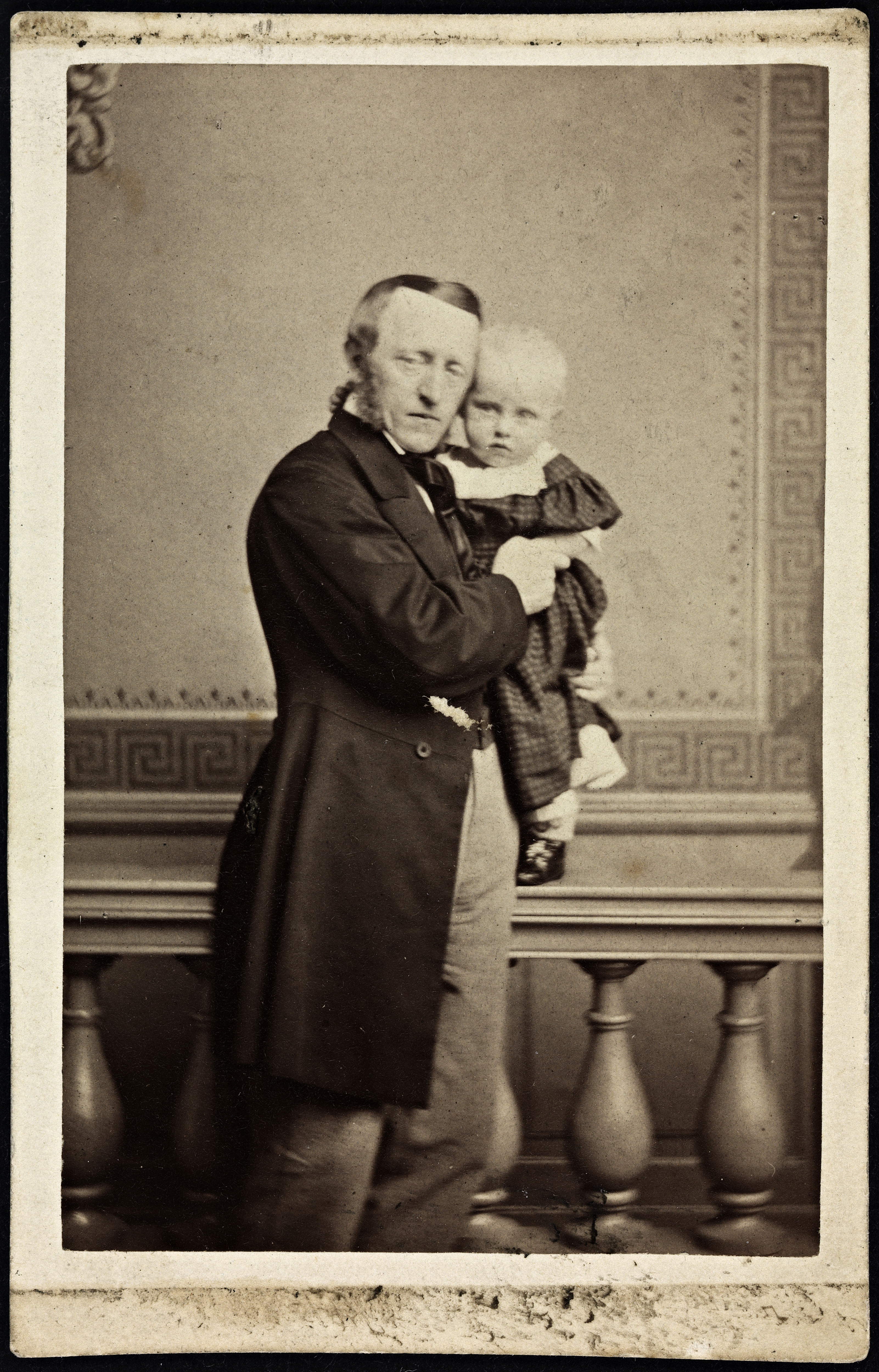
Nejvyšší soudní zástupce Baldur Fridtjof Nansen (1817–1885) se synem Fridtjofem Nansenem (1861–1930) v náručí, asi 1862, studio Olsen & Thomsen
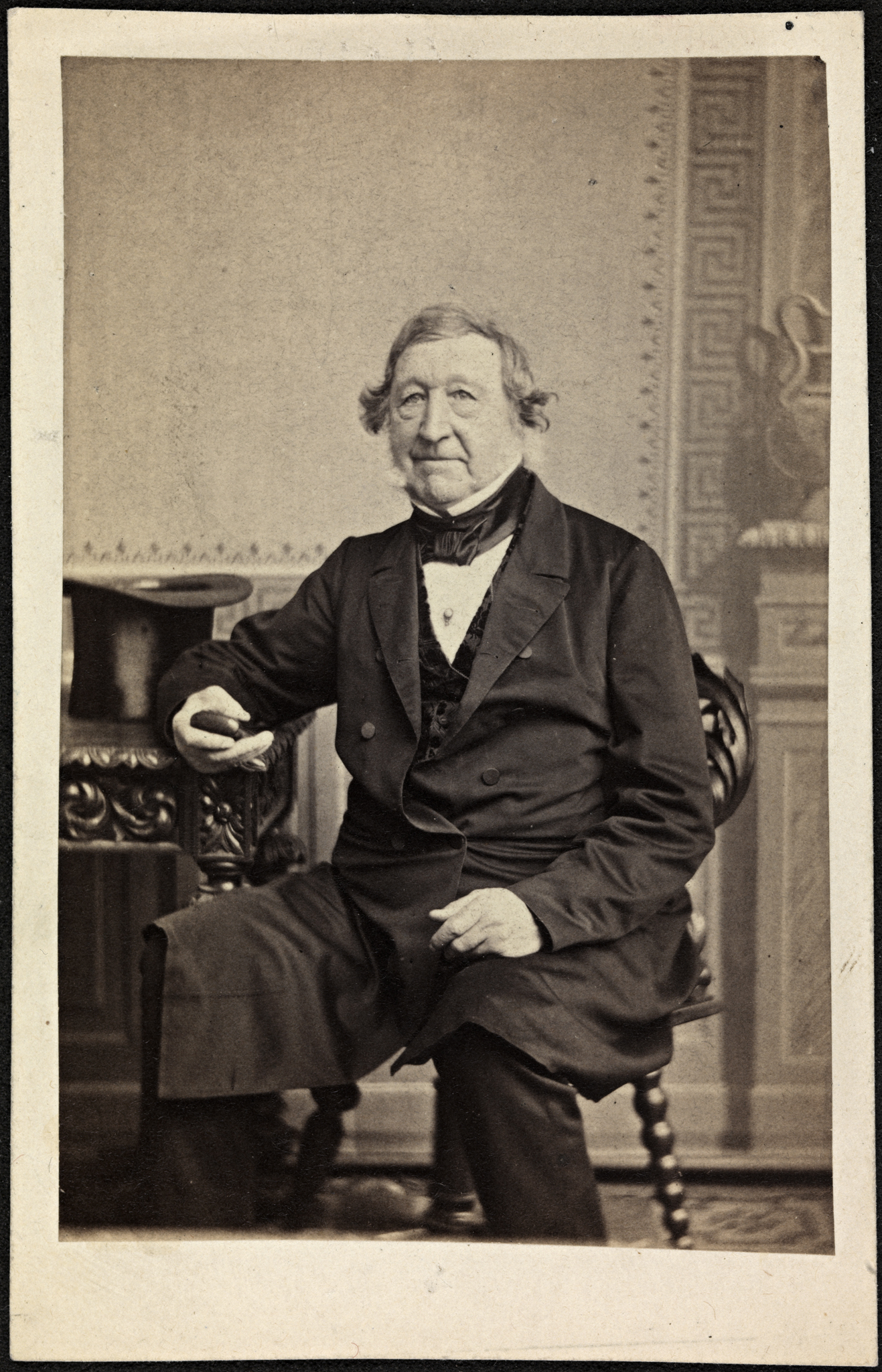
Gustav Peter Blom, studio Olsen & Thomsen